# Dragiša Binić
Dragiša Binić (Niš, 20 ottobre 1961) è un ex calciatore serbo, di ruolo attaccante.

## Carriera
Debutta da professionista nel 1980 con il Napredak Kruševac, dove milita per tre stagioni per poi essere ingaggiato dal Radnički Niš, dove mette in evidenza tutte le sue qualità. All'inizio della stagione 1987-1988 viene infatti acquistato dalla Stella Rossa Belgrado, con cui mette a segno ben 13 gol in 27 incontri, contribuendo alla conquista del campionato.
Passa quindi in Francia allo Stade Brest, e successivamente in Spagna, al Levante, ma rientra alla Stella Rossa Belgrado con cui vince la Coppa dei Campioni 1990-1991. Nell'estate del 1991 viene acquistato dallo Slavia Praga, ma dopo due stagioni opache, passa prima alla squadra cipriota dell'APOEL Nicosia, e poi chiude la carriera in Giappone, dapprima al Nagoya Grampus Eight e poi al Sagan Tosu.

## Palmarès

### Club

#### Competizioni nazionali
- Campionato jugoslavo: 2

Stella Rossa Belgrado: 1987-1988, 1990-1991

#### Competizioni internazionali
- Coppa dei Campioni: 1

Stella Rossa Belgrado: 1990-1991
- Coppa Piano Karl Rappan: 2

Slavia Praga: 1992, 1993